# ادیب‌الممالک فراهانی
محمدصادق بن حاجی میرزا حسین فراهانی (۱۱ مرداد ۱۲۳۹ — ۱۲۹۶) ملقب به ادیب‌الممالک فراهانی و امیرالشعرا و متخلص به امیری و پروانه شاعر، ادیب و روزنامه‌نگار دوره مشروطه. پس از مهارت و شهرت در شاعری، مظفرالدین شاه به او لقب ادیب الممالک داد.
او در پانزده سالگی و پس از مرگ پدرش به تهران آمد و به پایمردی حسنعلی‌خان امیرنظام گروسی، به دستگاه تهماسب میرزا مؤیدالدوله راه یافت.
ادیب از سال ۱۳۰۷ تا ۱۳۱۱ ه‍.ق همراه امیر نظام در مناطقی مانند آذربایجان، کردستان، کرمانشاه به سر می‌برد. درسال‌های ۱۳۱۲ و ۱۳۱۳ ه‍.ق در تهران به سر می‌برد در دارالترجمه دولتی مشغول به کار بود. در سال ۱۳۱۴ ق بار دیگر همراه امیرنظام به آذربایجان رفت و هنگامیکه مدرسه لقمانیه تبریز در سال ۱۳۱۶ ق افتتاح شد، نیابت ریاست آنجا را عهده‌دار گشت و در همین سال روزنامه ادب را در تبریز منتشر ساخت. در سال ۱۳۱۸ ه‍.ق راهی خراسان شد و انتشار روزنامهٔ ادب را تا سال ۱۳۲۰ در آنجا پی گرفت. در سال ۱۳۲۱ ه‍.ق به تهران آمد و سردبیری روزنامهٔ ایران سلطانی را تا سال ۱۳۲۳ عهده‌دار شد. در این سال به بادکوبه رفت و انتشار بخش فارسی روزنامه ارشاد را که به ترکی منتشر می‌شد، بر عهده گرفت.
در سال ۱۳۲۴ه‍.ق بار دیگر به تهران بازگشت و این بار سردبیری روزنامه مجلس به او سپرده شد. او در سال ۱۳۲۵ روزنامه عراق عجم را در همین شهر منتشر ساخت. در دوران استبداد محمد علیشاه ادیب به صف مشروطه‌خواهان پیوست، و در سال ۱۳۲۷ه‍.ق همراه با مجاهدان فاتح وارد تهران شد. در سال ۱۳۲۹ه‍.ق وارد عدلیه یا دادگستری امروزی شد و تا پایان عمر به ریاست چندین شعبه عدلیه در شهرهای اراک، سمنان، ساوجبلاغ و یزد منصوب شد. ادیب‌الممالک فراهانی در روز ۲ اسفند ۱۲۹۵ خورشیدی (۲۸ ربیع‌الثانی سال ۱۳۳۵ه‍.ق) در شهر یزد سکته کرد و در همین سال پس از بازگشت به تهران درگذشت. آرامگاه او در شهر ری است.

## تبار خاندان ادیب الممالک
پدرش حاج میرزا حسین، پدربزرگش صادق و جدش میرزا معصوم حسینی فراهانی، متخلص به «محیط» نام داشته‌اند. میرزا معصوم حسینی فراهانی، شعر می‌سروده و «محیط» تخلص می‌کرده‌است. ادیب در زندگی‌نامهٔ خود دربارهٔ او می‌گوید:
«میرزا معصوم الحسینی الفراهانی، متخلص به «محیط» از معاریف ادبا و بلغای صدر سلطنت قاجاریه است که ذکرش در دفاتر آن عصر از قبیل کتاب انجمن خاقان تألیف فاضل خان گروسی و گنج شایگان اثر خامهٔ میرزا طاهر دیباچه‌نگار با مختصری از شعر شیرینش درج شده…»
ادیب در همین زندگی‌نامهٔ خویش شعری لطیف از میرزا معصوم فراهانی نقل می‌کند که امیر نظام گَرّوسی بر سر دَرِ خانهٔ پدری خود، روی سنگ کنده بوده‌است (در خیر مقدم به ورود علی اکبرخان کلانتر ملقب به امین الرعایا توسط وی بیان شده):
 مرا خانه ای نیست در خورد دوست  اگر باشد از یمنِ تشریف اوست
 بگو پا نهد دوست تا سر نهیم  ز خاک رهش بر سر افسر نهیم
 در این خانه هر کس که پا می‌نهد  قدم بر سر و چشم ما می‌نهد

این میرزا معصوم حسینی فراهانی، متخلص به «محیط»، برادر میرزا ابوالقاسم قائم مقام، وزیر ادیب و دانشمند و مشهور محمدشاه است که به دستور محمدشاه در نگارستان خفه شد. عبرت نائینی در تذکرة مدینة الادب شجرهٔ کامل ادیب را به نقل از تذکرهٔ قدسی میرزا تقی خان دانش، سی و شش پشت به علی بن حسین می‌رساند.
ادیب نیز در زندگی‌نامهٔ خویش، در آغاز دیوان، نسب جدّ خود، عیسی حسینی فراهانی را تا سجاد سی و شش پشت می‌داند:
«چون خاتَم حضرت سیدالساجدین علی بن الحسین بن علی بن ابیطالب - علیهم السلام - که امام چهارم اثنی عشریه و جدِ اعلای این سلسله می‌باشد، در نزد اکابر این خاندان بوده و اکنون نیز در این خانواده مضبوط است. لهذا اجداد قائم مقام را در هر دوره، با وجود وزارت، «میرِ مُهردار» می‌خواندند و نسب میرزا عیسی بر طبق شجره‌ای که نزد نگارنده موجود است به سی و شش پشت، تا علی بن الحسین پیوسته می‌شود.»
ادیب در قطعه‌ای نیز (به مناسبت نقاشی میر زین العابدین، معروف به میر آقا، از چهرهٔ شاعر)، به زبان شعر از نسب خود، سخن می‌گوید:
| گر ندانی کیستم بشنو که گویم     |  | نام خود با نسبتِ اجداد و آبا    |
| نام میمونم محمدصادق آمد         |  | بِنْ حسینِ بِنْ محمد صادق، اما      |
| در حقیقت گر نژادم بازخواهی      |  | شِبْلِ احمد، سبطِ حیدر، نَجلِ زهرا   |
| مسکنم «داین» شد از مُلک «فراهان» |  | مولدم در «گازُران» از مُلک «شَرّا» |
| گاه میلادم شب نیمهٔ محرم         |  | کوکبم شمس است و طالع بُرجِ جوزا  |
| زادهٔ قائم مقامم لیک باشد        |  | خامه ام قائم مقامِ کِلک قُسطا     |

مادر ادیب، دختر میرزا عبدالکریم و او فرزند میرزا حسن برادر میرزا ابوالقاسم قائم مقام دوم است. اگر قدری به عقب برگردیم:
میرزا عیسی قائم مقام فراهانی اول (میرزا بزرگ) که در ذی الحجة ۱۲۳۷ هجری قمری در تبریز وقات یافته و در امامزاده حمزهٔ تبریز، مدفون شده‌است، دارای دو همسر بود. یکی همسری آذربایجانی که از این خانم، میرزا موسی فراهانی و تاج ماه بیگم به وجود آمد. میرزا موسی الحسینی الفراهانی که تولیت آستان قدس را عهده‌دار بود، در ۱۲۶۲ هجری قمری در مشهد وفات یافت و تاج ماه بیگم، مشهور به حاجیه عمّه، همسر شاهزاده ملک قاسم میرزا فرزند فتح‌علی‌شاه بود.
اما میرزا عیسی حسینی فراهانی، از همسر دیگر-که دختر عموی وی به نام خانم آغا و دختر میرزا محمدحسین وفای فراهانی بود، سه فرزند پسر داشت:
۱. میرزا معصوم حسینی فراهانی که در حیات پدر در ۱۲۲۷ در تبریز مرد و او جد پدری ادیب‌الممالک است.
۲. میرزا ابوالقاسم قائم مقامِ دوم که در ۱۲۵۱ قمری به امر محمد شاه خفه شد.
۳. میرزا حسن.

## برادران و خواهران

### برادران
بزرگ‌ترین برادرش میرزا علیخان (یا به قول برخی از اخلاف امروزین ادیب الممالک، میرزا علی اکبر خان) است که اولاد اول خانواده است و از او اولادی بازنماند.
برادر دیگر، میرزا مهدی، مشهور به سید الواعظین است که ۸ فرزند از او ماند. پنج دختر و سه پسر. از یکی از این پسران به نام میر مرتضی، دکتر عبدالمجید قائم مقامی به دنیا آمد که استاد درس قانون امور حسبی در دانشکدهٔ حقوق دانشگاه تهران بود.
برادر سوم، یعنی کوچک‌ترین برادر ادیب، میرزا علی اصغر نام دارد. (در ۱۲۸۴ قمری متولد شده‌است). بعدها به سید علی اصغر بصیر العدالة قائم مقامی شهرت یافت و دست کم تا سال ۱۳۱۲ هجری شمسی با همسر و دخترانش در رشت «مدرسهٔ بنات اسلامی» را می‌چرخانده‌است.
او سه دختر و دو پسر داشته‌است.

### خواهران
ادیب الممالک دو خواهر داشته‌است. یکی در حیات ادیب، وفات کرده و دیگری، شاعره ای نسبتاً توانا بوده و ادیب خود دربارهٔ وی در زندگی‌نامهٔ کوتاهی که نوشته‌است می‌گوید:
«این خواهرم که در قید حیات است، از زنان ادیبهٔ ایران به‌شمار می‌رود؛ نامش «فاطمه خانم» است و «شاهین» تخلّص می‌کند؛ شعرش به طراوت و حلاوت مشهور شده و در خاتمهٔ کتاب خیرات حسان قصیده ای از وی ثبت گشته…».
تولد این بانو را که در تذکره‌ها به نام فاطمه سلطان آورده‌اند؛ ششم رجب ۱۲۸۲ نقل کرده‌اند و وفاتش را پس از ۱۳۰۵؛ بنابراین، این خواهر پنج سال از ادیب کوچک‌تر بوده‌است.
«به نوشتهٔ مؤلف خیرات حسان، این بانو در ادبیات فارسی و عرب و شعر فارسی مهارت کامل داشته و مقامش در شعر فارسی همانند خَنساء در شعر عربی است. دیوان او حدود دو هزار قصیده در مدح حجت بن الحسن و مظفرالدین شاه قاجار (۱۳۱۳–۱۳۲۴ ق) دارد.

## عقیده‌های دینی
نورعلی الهی از ادیب‌الممالک فراهانی به عنوان یک سرسپردهٔ دین یاری (اهل حق) یاد می‌کند. او اشعار نصیری را تحت عنوان راز تیموری به نظم درآورده و وحید دستگردی مصحح دیوان وی آن را با حوادث تاریخی ایران منطبق ساخته‌است. او علاوه بر به نظم درآوردن پیشگویی‌های تیمور بانیارانی، برخی از قوانین یارسان را نیز در دیوان خود درج کرده‌است و کلامی از نظرعلی جناب را نیز به فارسی سرایش کرده‌است. او همچنین پیشگویی‌های ایل‌بگی جاف را به نظم فارسی ترجمه کرده‌است. آثار ادیب‌الممالک حاکی از آن است که او با بزرگان دین یاری و جامعهٔ یارسان در ارتباط بوده‌است.

## ادیب روزنامه‌نگار
شهرت ادیب الممالک در کسوت شاعر باعث شد که ارزش و پایگاه او در روزنامه‌نگاری و نویسندگی تحت الشعاع قرار گیرد و جز گروه خاصی به نقش او در مقام یکی از پیشگامان رشتهٔ روزنامه‌نگاری توجه نکنند. در زمانی که نهضت آزادی خواهان ایرانی ضد استبداد قاجار پا گرفت و مردم طالب استقرار نظام دموکراسی بودند، نوشته‌های ادیب در پیشبرد سطح آگاهی آنان از حقوق سیاسی و اجتماعی خود و تهییج آن‌ها به ایستادگی در برابر فشارها و تهدیدات زمامداران اثری بسزا داشت. به نظر می‌رسد ادیب الممالک نخستین شاعری است که در ایران به کار روزنامه‌نویسی هم پرداخته‌است؛ بنابراین، می‌توان او را طلایه دار شعرای روزنامه‌نگاری چون ملک الشعرای بهار، اشرف الدین گیلانی، علی اکبر دهخدا، فرخی یزدی و میرزاده عشقی دانست. تا پیش از شروع نهضت مشروطه، روزنامه‌های درخور اعتنایی که در ایران نشر می‌شدند یا مستقیماً زیر نظر دولت بودند یا، مخصوصاً در شهرستان‌ها، در سایهٔ حمایت حکام فعالیت می‌کردند. از این رو، روزنامهٔ مردمی و مستقلی در دسترس نبود که ناشر اندیشه‌ها و آرمان‌های توده‌های مردم باشد. ادیب از نخستین کسانی بود که با تأسیس روزنامهٔ ادب رسماً پای به عالم مطبوعات نهاد و کمابیش تا پایان عمر کار روزنامه‌نویسی را همراه با شاعری دنبال کرد.

## روزنامهٔ ادب
دو سال پس از آنکه ادیب در ذیقعدهٔ ۱۳۱۴ق/آوریل ۱۸۹۶م با امیرنظام گروسی باز به تبریز برود، اقدام به تأسیس روزنامه ای کرد که نخست با عنوان جریدهٔ ادب و پس از چندی فقط با نام ادب از آغاز تا پایان سه دورهٔ مختلف را پشت سر گذاشت.

### روزنامهٔ ادب در تبریز
در این شهر، طی دو سال تا اوایل ۱۳۱۷ق/۱۸۹۹م، بر روی هم، به روایتی ۲۲ شمارهٔ مصور و به روایتی دیگر ۱۷ شماره، نخست به خط نستعلیق و پس از مدتی انقطاع به خط نسخ، منتشر شد. ادیب در این روزنامه، افزون بر مقالات سیاسی و اجتماعی، هر بار برخی از اشعار خود را نیز چاپ می‌کرد. یک بار که روزنامه اش را توقیف کردند، روانهٔ تهران شد، لیکن در منزل اول از اسب به زیر افتاد و دستش شکست و مجبور شد به تبریز بازگردد. شاعر پس از بهبود انتشار ادب را پی گرفت. از دورهٔ روزنامهٔ ادب تبریز ظاهراً بیش از یک شماره از سال دوم (۱۳۱۷ق/۱۸۹۹م) بر جای نمانده‌است.

### روزنامهٔ ادب در مشهد
ادیب الممالک در اوایل ۱۳۱۸ق/۱۹۰۰م از تبریز به قفقازیه و از آنجا به خوارزم سفر کرد و یک چند نزد محمدامین، خان خیوه، به سر برد و سرانجام در مشهد رحل اقامت انداخت. سبب توطن ادیب در مشهد گویا تلاش برای احراز تصدی موقوفهٔ خانوادگی قائم مقامی در این شهر بوده‌است. او دورهٔ دوم ادب را در این شهر آغاز کرد. نخستین شمارهٔ این جریدهٔ هفتگی در مشهد در ۱۴ رمضان ۱۳۱۸ق/۵ ژانویهٔ ۱۹۰۱م در ۸ صفحه با چاپ سنگی منتشر و تا شوال ۱۳۲۰ق در جمع ۱۱۰ شماره طبع و توزیع شد. ادیب در شمارهٔ اول ادب شعری در قالب مثنوی از خود برای افتتاحیه نشر کرد که در دیوان او در صفحهٔ ۶۰۷ ضبط شده‌است. تا پیش از انتقال ادب از تبریز به مشهد، هنوز در این شهر از روزنامه خبری نبود و بنا براین، تأسیس و نشر ادب زیر نظر سخنور و نویسندهٔ برجسته ای چون ادیب الممالک که از حیث دانش و فضل و خط و ربط در ادب فارسی و عربی انگشت‌نما بود، در محیط آن روز مشهد برای تربیت نسل جوان و تشویق آنان به نویسندگی و گویندگی و برانگیختن افراد مستعد تأثیر بسزایی داشت. حتی شاید وجود ادیب و ادب او در تحول فکری و ذوقی ملک الشعرای بهار و کشاندن او از پیگیری کارهای دستی مانند فیروزه کاری و نقاشی به سوی شعر و ادب بی تأثیر نبوده‌است.
مندرجات ادب مشهد مطالبی ادبی، علمی، تاریخی، تجاری، مختصری از اوضاع جهان آن روزگار و البته مقداری مسایل سیاسی و اجتماعی ایران بود. چنین به نظر می‌رسد که چون ادیب الممالک خود شاعری متبحر، تاریخدان و ادیب بود، درونمایه‌های ادبی‌تاریخی روزنامه اش بر مطالب دیگر روزنامه‌ها می‌چربیده‌است. در بعضی از شماره‌های سال دوم ادب مشهد شماری تصاویر و کاریکاتورهای ساده و ابتدایی به چشم می‌خورد که چون طلیعهٔ تکامل هنر چاپ کاریکاتور در روزنامه است، اهمیت ویژه ای دارند.

### روزنامهٔ ادب در تهران
بیش از ۱۴ شماره از سال سوم ادب در مشهد منتشر نشده بود که ادیب الممالک به فرمان مظفرالدین شاه و تصویب میرزامحمد ندیم السلطان، وزیر انطباعات و جراید، دفتر روزنامه را از مشهد به تهران منتقل کرد. ادیب مبدأ انتشار مجدد ادب را نخستین شمارهٔ این روزنامه در تهران قرار داد. ادب از ۲۷ رجب ۱۳۲۱ تا ربیع الثانی ۱۳۲۴ق، جمعاً ۱۸۸ شماره منتشر کرد. در بیشتر این مدت، شیخ احمد مجدالاسلام کرمانی (۱۲۸۸–۱۳۴۲ق/۱۸۷۱–۱۹۲۴م)، از ادبای سرشناس و مدیر روزنامه‌های ندای وطن و کشکول و محاکمات، با ادیب همکاری فعال داشت. در حقیقت، او در دو سال پایانی عمر ادب (سال‌های چهارم و پنجم) با عنوان مدیرکل عهده‌دار تمامی کارهای روزنامه بود، زیرا در این دو سال ادیب الممالک یا بیرون از ایران به سر می‌برد یا متعهد مسئولیت‌های دیگر در داخل کشور بود. از آنجا که ادب به همت دو دانشمند سخندان، روشنفکر و آزادی‌خواه اداره می‌شد، مندرجاتش از کیفیتی بالا برخوردار بود. ادب در طول انتشارش «خدمات زیادی به نشر آزادی و بالا بردن سطح معلومات عمومی نمود.» این جریده حاوی مقالات تاریخی، ادبی، ترجمهٔ داستان‌هایی به ویژه از زبان فرانسه، اخبار سیاسی و اجتماعی و گزارش احوال بزرگان، اخبار خارجی و غیره بود. از سال چهارم به بعد، دو صفحه نیز با چاپ سنگی به تصاویر و کاریکاتورهایی با مضامین سیاسی اختصاص داده شد. بقیهٔ صفحات چاپ سربی بودند.
در نخستین ماه‌های ۱۳۲۴ق که اوضاع ایران دستخوش اغتشاش بود و مدیران جراید و دیگر آزادی خواهان بر اثر استبداد صدراعظم، عین الدوله عبدالمجیدمیرزا (م. ۱۳۴۵ق/۱۹۲۶م)، پراکنده شدند، مجدالاسلام همراه با حسن رشدیه، بانی مدارس نوین، به کلات تبعید شد. کوتاه زمانی پس از آن، ادب برای همیشه تعطبل شد. ادیب الممالک، به مناسبت نفی بلد مجدالاسلام قطعه ای دردناک سروده که در صفحهٔ ۱۷۵ دیوان او ضبط شده‌است. ادیب پس از بازگشت به ایران هرچه بابت ظلمی که در حق ادب شده بود به مقامات شکایت برد، دادخواهی نیافت. این بیداد فاحش با قطع حقوق دیوانی و ضبط تیول خراسان این شاعر آزاده هم‌زمان شد.

## جامعه و فرهنگ در اندیشه ادیب الممالک
بخشی از درونمایهٔ اشعار ادیب به مشکلات و نابسامانی‌های اجتماعی ایران آن روز اختصاص دارد که دردمندانه از آن سخن می‌گوید، خواه مشکلاتی مانند بی قانونی، استبداد و فساد اداری که ریشه ای و بنیادی بودند، خواه گرفتاری‌هایی مانند گرانی نان که مقطعی و تحت شرایطی خاصی در کشور پیش می‌آمدند. از میان مسایل اجتماعی که ادیب بیش از همه به آن پرداخته، فساد دستگاه قضا و تشکیلات نابسامان عدلیهٔ آن روز ایران است. او که خود سال‌ها مسئولیت‌هایی را در ادارت عدلیهٔ چند نقطه از ایران بر عهده داشت و از نزدیک با خرابی‌ها، نابرابری‌ها و حق کشی‌های رایج در نظام قضایی نیک آشنا بود، در اشعار عدیده ای با تیغ زبان به آنان که در لباس قضاوت و به نام اجرای عدالت به جان مردم بی‌پناه افتاده و خود باعث مقداری از همان نابسامانی‌ها شده بودند، حمله کرده و آن‌ها را با هجوهای تیز و تند کوبیده‌است. ابیات زیر تصویری است از وضعیت دادگستری زمان ادیب:
| اَلحَذر ای مدعی العموم که دزدی    |  | شرط قضا شد چو در نماز طهارت    |
| قاضی اگر دزد و دزد اگر شده قاضی |  | نیست تو را حد اعتراض و جسارت   |
| قاضی عدلیه آن کس است که باشد    |  | شهره به اخذ و عمل دلیل به غارت |
| کز در دزدی در این زمانه نباشد   |  | یک دو قدم بیش تا مقام وزارت    |
| غافلی از آن که بر امور تو دارد  |  | آن که تو خوانیش دزد، حق نظارت  |
| کس نتواند درون عدلیه دزدی       |  | تا نرسد بر وی از وزیر اشارت    |
| از وزرا گر خطِ جواز نیابد        |  | کس نشود مصدر خلاف و شرارت      |
| محرم راز و شریک دخل وزیر است    |  | دزد دغل منگرش به چشم حقارت     |
| قسمت حلوای خود بگیر و خَـمُش زی   |  | بیهده خود را چه افکنی به مرارت |
| زین وزرا رسم عدل و داد چه جویی  |  | هیچ شنیدی ز سیل، طرح عمارت؟    |
| مرد نیَند این مخنثان و عجب زآنک  |  | بکر حیا را سترده‌اند بکارت      |
| خانهٔ حَجاج دان سرای عدالت        |  | درگه شداد شد سرای زیارت        |
| هر که فُتَد در کمند آز وزیران     |  | قتل بر او راحت است و مرگ بشارت |

## سبک‌شناسی ادیب الممالک
ادیب الممالک از میان انواع قالب‌های شعر، بیش از همه به قصیده و قطعه تمایل نشان داده‌است. گرچه غزل، در کنار قصیده، یکی از دو قالب شعری مسلط تا آن زمان بود، ولی ادیب قصیده و سپس قطعه را برای اظهار مقاصد خود مناسب تر می‌یافت. طبیعی هم همین بود، زیرا نه فقط برای بیان وصف و مدح که محور اصلی شعرهایش در این دوره بود، بلکه برای طرح مضامین تاریخی، قرآنی، نجومی و همین‌طور آرایش‌های لفظی و معنوی که پسند طبع شاعری چون ادیب بود، قصیده جولانگاه مستعدتری در اختیارش می‌گذاشت. از قضا این دو قالب شعری در دورهٔ دوم شاعری ادیب نیز که تحولی نسبی در مضامین شعری او رخ داد، بیش از دیگر گونه‌ها به کار او آمد. طبق احصاء علی موسوی گرمارودی، شمار ابیات فارسی و عربی ادیب به ۱۶۶۰۰ بیت سر می‌زند. از ادیب الممالک بیش از ۲۶ غزل و تغزل بر جای نمانده و این در کنار حدود ۱۳۲ قصیده و ۳۰۰ قطعهٔ او رقمی اندک است. در واقع، بخش اعظم اشعار ادیب را حدود ۷ هزار بیت در شکل قصیده و بالغ بر ۳ هزار بیت به صورت قطعه تشکیل می‌دهد. با اینکه صورت کلام در غزل‌های ادیب استوار، پخته و خالی از سستی و ابتذال است، لیکن در محتوای همهٔ آن‌ها نکته‌های بدیع و ناگفتهٔ چندانی به چشم نمی‌خورد. البته بی انصافی است که بعضی غزل‌ها یا لااقل بعضی از ابیات این غزل‌های او را درخور تحسین ندانیم. مثنوی‌های ادیب عموماً شیوا و روان است، ولی بدیهی است که این نوع شعر هم قالب مختار و مرجّح او نبوده و به اقتضای پاره ای موضوعات آن را به کار برده‌است. علاوه بر قصیده و قطعه، ادیب به ترجیع‌بند، ترکیب بند و مسمط، که در واقع قالب‌هایی تفننی اند، گرایش نشان داده‌است، زیرا این گونه‌های شعر که تنوع، موسیقایی و جذابیتی دیگر دارند، قالب‌های مناسبی برای مضامین اجتماعی، سیاسی و وطنی بوده‌است؛ بنابراین، در میان سروده‌های دورهٔ دوم شاعری ادیب این قبیل قالب‌ها بیشتر از دورهٔ اول به چشم می‌خورند.

## دیدگاه‌های پژوهشگران
علیرضا خزایی دربارهٔ ادیب الممالک چنین می‌نویسد: «ادیب الممالک، در نگاهی اجمالی، شاعر و ادیبی است سنت‌گرا که نسبت به واپس ماندگی شرق آگاهی تاریخی یافت و این آگاهی را به شعرهایش نیز منتقل کرد. با وجود برخی هجویه‌ها و پرده دری‌ها، او فرهیخته و اخلاق‌گراست و از میان شاعران پیش از مشروطه، به تقریب، تنها گوینده پُراهمیتی است که به دگرگونی‌های محتوایی تن داد. ادیب الممالک عمر درازی نیافت، اما آن قدر زنده ماند تا دشواری‌های متعارف یک انقلاب شاید زودرس را بشناسد. با این همه، به نظر می‌آید در مجموع، وی در واپسین دهه زندگی اش، که برابر است با نخستین دهه انقلاب مشروطه، یک پیشگام ادبی محافظه کار یا دیر مانده جلوه می‌کند. از این رو، اُلفتش با گوینده ای مانند «محمد تقی بهار» (ملک‌الشعرا) دست‌کم، به لحاظ ادبی، بسیار طبیعی به نظر می‌آید. البته، از منظری دورتر، می‌توان موقعیت ادبی وی را دقیق‌تر وصف کرد. ادیب الممالک یکی از واپسین نمایندگان دوره بازگشت است که با اعتدال و چابکی ادبی خاص خود، در انتقال شعر فارسی اواخر قاجار به دوره مشروطه نقشی پُراهمیت بر عهده گرفت. با این همه، به سبب دگرگونی‌های پُرشتاب سیاسی و اجتماعی و فرهنگی، به‌ویژه، در حوزه ادبیات، این نقش، بسیار زود، از یادها رفت. تا جایی که حتی، تاریخ نگاران و یادبودنویسان ادبی سده بیستم میلادی نیز جز چند تن، اغلب با کم مهری، خوانده – نخوانده، شعرهایش را به‌کناری نهاده‌اند.»

## نمونه اشعار

### نمونه اشعار نسبت داده شده
بمناسبت ورود علی اکبرخان کلانتر ملقب به امین الرعایا (به نقل از میرزا معصوم جد پدری وی که به اشتباه به وی نسبت داده شده):
| مرا خانه ای نیست در خورد دوست |  | اگر باشد از یمنِ تشریف اوست |
| بگو پا نهد دوست تا سر نهیم    |  | ز خاک رهش بر سر افسر نهیم  |
| در این خانه هر کس که پا می‌نهد |  | قدم بر سر و چشم ما می‌نهد   |

### نمونه اشعار با مضامین ملی
قصیده ای در تهییج ایرانیان به دفاع از میهن و سر برآوردن از خواب غفلت:
| تا زَبَرِ خاکی‌ای درخت برومند         |  | مگسِل از این آب و خاک رشتهٔ پیوند      |
| مادرِ تُست این وطن که در طلبش خصم   |  | نار تطاول به خاندان تو افکند         |
| هیچت اگر دانش است و غیرت و ناموس  |  | مادر خود را به دست دشمن مپسند        |
| تاش نبرده اسیر و نیست بر او چیر   |  | بشکن از او بال و بگسِل از این بند     |
| ورنه چو ناموس رفت نام نماند       |  | خانه نماند چو خانواده پراکند         |
| رحمتی‌ای باغبان کز آتش بیداد       |  | سوخته در باغ هر درخت برومند          |
| شور نشور است در جهان و تو در خواب |  | گیرم خواب تو مرگ، تا کی و تا چند؟    |
| رو غم آینده خور، گذشته رها کن     |  | کی بود آینده با گذشته همانند؟        |
| رخت فرا بر به زیر شهپر سیمرغ      |  | تا ننهی پیش زاغِ تیره، جگربند         |
| این وطن ما مَنار نور الهی است      |  | هم ز نُبی خواندم این حدیث و هم از زند |
| آتش حب الوطن چو شعله فروزد        |  | از دل مؤمن کند به مِجمره اسپند        |

### نمونه اشعار با مضامین مذهبی
یکی از معروفترین اشعار او شعری است که به مناسبت زادروز پیامبر اسلام سروده‌است.
این شعر در قالب مسمط می‌باشد و در زمان مظفر الدین شاه سروده شده‌است:
| برخیز شتربانا بربند کجاوه      |  | کز چرخ عیان گشت همی رایت کاوه |
| در شاخ شجر برخاست آوای چکاوه   |  | وز طول سفر حسرت من گشت علاوه  |
| بگذر به شتاب اندر از رود سماوه |  | در دیده من بنگر دریاچه ساوه   |

| از رود سماوه ز ره نجد و یمامه |  | بشتاب و گذر کن به سوی ارض تهامه  |
| بردار پس آنگه گهرافشان سرخامه |  | این واقعه را زود نما نقش به نامه |
| در ملک عجم بفرست با پر حمامه  |  | تا جمله ز سر گیرند دستار و عمامه |

| بنویس یکی نامه به شاپور ذوالاکتاف |  | کز این عربان دست مبر نایژه مشکاف |
| هشدار که سلطان عرب داور انصاف     |  | گسترده به پهنای زمین دامن الطاف  |
| بگرفته همه دهر زقاف اندر تا قاف   |  | اینک بدرد خشمش پشت و جگر و ناف   |

| با ابرهه گو خیر به تعجیل نیاید |  | کاری که تو می‌خواهی از فیل نیاید |
| رو تا به سرت جیش ابابیل نیاید  |  | بر فرق تو و قوم تو سجیل نیاید   |
| تا دشمن تو مهبط جبریل نیاید    |  | تا کید تو در مورد تضلیل نیاید   |

| زنهار بترس از غضب صاحب خانه        |  | بسپار به زودی شتر سبط کنانه   |
| برگرد از این راه و مجو عذر و بهانه |  | بنویس به نجّاشی اوضاع شبانه    |
| آگاه کنش از بد اطوار زمانه         |  | وز طیر ابابیل یکی بر به نشانه |

| بوقحف چرا چوب زند بر سر اشتر    |  | کاشتر به سجود آمده با ناز و تبختر |
| افواج ملَک را نگر ای خواجه بهادر |  | کز بال همی لعل فشانند و ز لب دُر   |
| وز عدتشان سطح زمین یکسره شد پر  |  | چیزی که عیان است چه حاجت به تفکر  |

| زی کشور قسطنطین یک راه بپویید    |  | وز طاق ایاصوفیه آثار بجویید |
| با پطرک و مطران و به قسیس بگویید |  | کزنامه انگلیون اوراق بشویید |
| مانند گیا بر سر هر خاک مرویید    |  | وز باغ نبوت گل توحید ببویید |

| این است که ساسان به دساتیر خبر داد |  | جاماسپ به روز سوم تیر خبر داد     |
| بر بابک برنا پدر پیر خبر داد       |  | بودا به صنم خانه کشمیر خبر داد    |
| مخدوم سرائیل به ساعیر خبر داد      |  | وآن کودک ناشسته لب از شیر خبر داد |

| از شق سطیح این سخنان پرس زمانی  |  | تا بر تو عیان سازند اسرار نهانی |
| گر خواب انوشروان تعبیر ندانی    |  | از کنگره کاخش تفسیر توانی       |
| بر عبد مسیح این سخنان گر برسانی |  | آرد به مداین درت از شام نشانی   |

| فخر دو جهان خواجه فرخ رخ اسعد |  | مولای زمان مهتر صاحبدل امجد   |
| آن سید مسعود و خداوند مؤید    |  | پیغمبر محمود ابوالقاسم احمد   |
| وصفش نتوان گفت به هفتاد مجلد  |  | این بس که خدا گوید ماکان محمد |

| اندر کف او باشد از غیب مفاتیح    |  | واندر رخ او تابد از نور مصابیح     |
| خاک کف پایش به فلک دارد ترجیح    |  | نوش لب لعلش به روان سازد تفریح     |
| قدرش ملِک العرش به ما ساخته تصریح |  | وین معجزه اش بس که همی خواند تسبیح |

| ای لعل لبت کرده سبُک سنگ گهر را  |  | وی ساخته شیرین کلمات تو شکر را |
| شیرویه به امر تو درد ناف پدر را |  | انگشت تو فرسوده کند قرص قمر را |
| تقدیر به میدان تو افکنده سپر را |  | وآهوی ختن نافه کند خون جگر را  |

| موسی ز ظهور تو خبر داده به یوشع |  | ادریس بیان کرده به اخنوخ و همیلع |
| شامول به یثرب شده از جانب تبّع   |  | تا بر تو دهد نامه آن شاه سمیدع   |
| ای از رخ دادار برانداخته برقع   |  | بر فرق تو بنهاده خدا تاج مرصع    |

| تا کاخ صمد ساختی ایوان صنم را  |  | پرداختی از هرچه به جز دوست حرم را |
| برداشتی از روی زمین رسم ستم را |  | سهم تو دریده دل ایوان دژم را      |
| کرده تهی از اهرمنان کشور جم را |  | تأیید تو بنشانده شهنشاه عجم را    |

| ای پاک تر از دانش و پاکیزه‌تر از هوش |  | دیدیم تو را کردیم این هر دو فراموش |
| دانش ز غلامیت کشد حلقه فرا گوش      |  | هوش از اثر رأی تو بنشیند خاموش     |
| از آن لب پر لعل و از آن باده پر نوش |  | جمعی شده مخمور و گروهی شده مدهوش   |

| برخیز و صبوحی زن بر زمره مستان |  | کاینان ز تو هستند در این نغز شبستان |
| بشتاب و تلافی کن تاراج زمستان  |  | کو سوخته سرو و چمن و لاله بستان     |
| داد دل بستان ز دی و بهمن بستان |  | بین کودک گهواره جدا گشته ز پستان    |

| ماحت به محاق اندر و شاهت به غری شد |  | وز باغ تو ریحان و سپرغم سپری شد   |
| انده ز سفر آمد و شادی سفری شد      |  | دیوانه به دیوان تو گستاخ و جری شد |
| وآن اهرمن شوم به خرگاه پری شد      |  | پیراهن نسرین تن گلبرگ طری شد      |

| مرغان بساتین را منقار بریدند    |  | اوراق ریاحین را طومار دریدند  |
| گاوان شکم خواره به گلزار چریدند |  | گرگان ز پی یوسف بسیار دویدند  |
| تا عاقبت او را سوی بازار کشیدند |  | یاران بفرختندش و اغیار خریدند |

| ماییم که از پادشهان باج گرفتیم   |  | زان پس که از ایشان کمر و تاج گرفتیم |
| دیهیم و سریر از گهر و عاج گرفتیم |  | اموال و ذخایرشان تاراج گرفتیم       |
| وز پیکرشان دیبه دیباج گرفتیم     |  | ماییم که از دریا امواج گرفتیم       |

| درچین و ختن ولوله از هیبت ما بود |  | در مصر و عدن غلغله از شوکت ما بود |
| در اندلس و روم عیان قدرت ما بود  |  | غرناطه و اشبیلیه در طاعت ما بود   |
| صقلیه نهان در کنف رأیت ما بود    |  | فرمان همایون قضا آیت ما بود       |

| خاک عرب از مشرق اقصی گذراندیم     |  | وز ناحیه غرب به افریقیه راندیم   |
| دریای شمالی را بر شرق نشاندیم     |  | وز بحر جنوبی به فلک گرد فشاندیم  |
| هند از کف هندو ختن از ترک ستاندیم |  | ماییم که از خاک بر افلاک رساندیم |

| امروز گرفتار غم و محنت و رنجیم    |  | در داو فره باخته اندر شش و پنجیم   |
| با ناله و افسوس در این دیر سپنجیم |  | چون زلف عروسان همه در چین و شکنجیم |
| هم سوخته کاشانه و هم باخته گنجیم  |  | ماییم که در سوگ و طرب قافیه سنجیم  |

| ای مقصد ایجاد سر از خاک به در کن |  | وز مزرع دین این خس و خاشاک به در کن |
| زین پاک زمین مردم ناپاک به در کن |  | از کشور جم لشکر ضحاک به در کن       |
| از مغز خرد نشئه تریاک به در کن   |  | این جوق شغالان را از تاک به در کن   |

| افسوس که این مزرعه را آب گرفته |  | دهقان مصیبت زده را خواب گرفته |
| خون دل ما رنگ می‌ناب گرفته      |  | وز سوزش تب پیکرمان تاب گرفته  |
| رخسار هنر گونه مهتاب گرفته     |  | چشمان خرد پرده ز خوناب گرفته  |

| ابری شده بالا و گرفته‌است فضا را |  | از دود و شرر تیره نموده‌است فضا را   |
| آتش زده سکان زمین را و سما را   |  | سوزانده به چرخ اختر و در خاک گیا را |
| ای واسطه رحمت حق بهر خدا را     |  | زین خاک بگردان ره طوفان بلا را      |

| چون بره بیچاره به چوپانش نپیوست |  | از بیم به صحرا در نه خفت و نه بنشست |
| خرسی به شکار آمد و بازوش فروبست |  | با ناخن و دندان ستخوانش همه بشکست   |
| شد بره ما طعمه آن خرس زبردست    |  | افسوس از آن بره نوزاده سرمست        |

| چون خانه خدا خفت و عسس ماند ز رفتن |  | خادم پی خوردن شد و بانو پی خفتن |
| جاسوس پس پرده پی راز نهفتن         |  | قاضی همه جا در طلب رشوه گرفتن   |
| واعظ به فسون گفتن و افسانه شنفتن   |  | نه وقت شنفتن ماند نه موقع گفتن  |

| ای قاضی مطلق که تو سالار قضایی |  | وی قائم بر حق که در این خانه خدایی |
| تو حافظ ارضی و نگهدار سمایی    |  | بر لوح مه و مهر فروغی و ضیایی      |
| در کشور تجرید مهین راهنمایی    |  | بر لشکر توحید امیرالامرایی         |

| در پرده نگویم سخن خویش علی‌الله  |  | تا چند در این کوه و در آن دشت و در آن چاه |
| برخیز که شد روز شب و موقع بیگاه |  | بشتاب که دزدان بگرفتند سر راه             |
| آن پرده زرتار که بودی به در شاه |  | تاراج حوادث شد با خیمه و خرگاه            |

| با فر خداوند تعالی و تقدس       |  | از لوث زلل پاک کن این خاک مقدس        |
| در دولت شاهی که در این کاخ مسدس |  | با تاج مرصع شد و با تخت مقرنس         |
| پرداخت صف باغ زهر خار و ز هر خس |  | بر او دو جهان اندک و او بر دو جهان بس |

| شاه ملکان حامی دین شاه مظفر        |  | کز او شده بر پا علم دین پیمبر         |
| از داد نگین دارد و از دانش افسر    |  | ماه است به چرخ اندر و شاه است به کشور |
| چون او نه یکی شاه در این توده اغبر |  | چون او نه یکی ماه بر این طارم اخضر    |

| با فر تو ای شاه رعیت نخورد غم      |  | با خوی خوشت ابر بهاری نزند دم      |
| از شرم کف راد تو گوهر ندهد یَم      |  | جز بر در تو گردن گردون نشود خم     |
| از مهر تو جُسته‌است بشر جان و شجر نم |  | از بیم تو کرده‌است قدر خوف و قضا رم |

| تو سایه آن ذات همایون قدیمی      |  | پیروزگر از فره یزدان کریمی      |
| بگزیده آن داور رحمان و رحیمی     |  | بر خلق جهان حاکم و در کار حکیمی |
| از بهر پناهنده به از کهف و رقیمی |  | دارای عصا و ید بیضای کلیمی      |

| این ملک خداداده خداوند ترا داد    |  | وین تاج رسول عربی بر تو فرستاد  |
| تا شاخ ستم را بکنی ریشه ز بنیاد   |  | وین ملک ز داد تو شود خرم و آباد |
| در دولت خود تازه کنی رسم و ره داد |  | با تیغ عدالت بزنی گردن بیداد    |

| زنهار خوران را فکنی ریشه به خون بر   |  | بیدادگران را کنی از تخت نگون بر |
| ای بسته دل عشق به زنجیر جنون بر      |  | دانش بر کلکت پی تعلیم فنون بر   |
| آن را که به کار تو بگوید چه و چون بر |  | ایزد شودش سوی فنا راهنمون بر    |

| دستور خردمند تو را بخت قرین است     |  | زیرا که امین شه و فرزند امین است     |
| بر ملک امین است و بر اسلام معین است |  | پرورده اخلاق ملک ناصردین است         |
| میراث تو زان پادشه عرش مکین است     |  | او را به سر و جان تو ای شاه یمین است |

| خویش به رخ ما در فردوس گشوده‌است  |  | عدلش همه گیتی را فردوس نموده‌است     |
| کلکش همه جا غالیه و عنبر سوده‌است |  | دین در کنفش رخت کشیده‌است و غنوده‌است |
| قهرش سر بی دینان با تیغ دروده‌است |  | تا تیرگی از آینه ملک زدوده‌است       |

## آثار
- دیوان کامل میرزا صادق‌خان امیری ادیب‌الممالک فراهانی قائم‌مقامی، به تدوین و تصحیح و حواشی وحید دستگردی، تهران: فروغی، ۱۳۴۵.
- پیوستهٔ فرهنگ به اسلوب نصاب الصبیان، به کوشش علینقی علاء السلطان
- مقدمهٔ گوهر خاوری و دیوان اشعار
- فرمودهٔ حضرت نظرعلی جناب، به سرایش ادیب‌الممالک فراهانی، در آداب آل حق، به اهتمام و خط فریبا مقصودی، تهران: مؤسسهٔ فرهنگی نشر سها، چاپ اول، ۱۳۷۴.